# Тарквиний и Лукреция (картина Тициана)

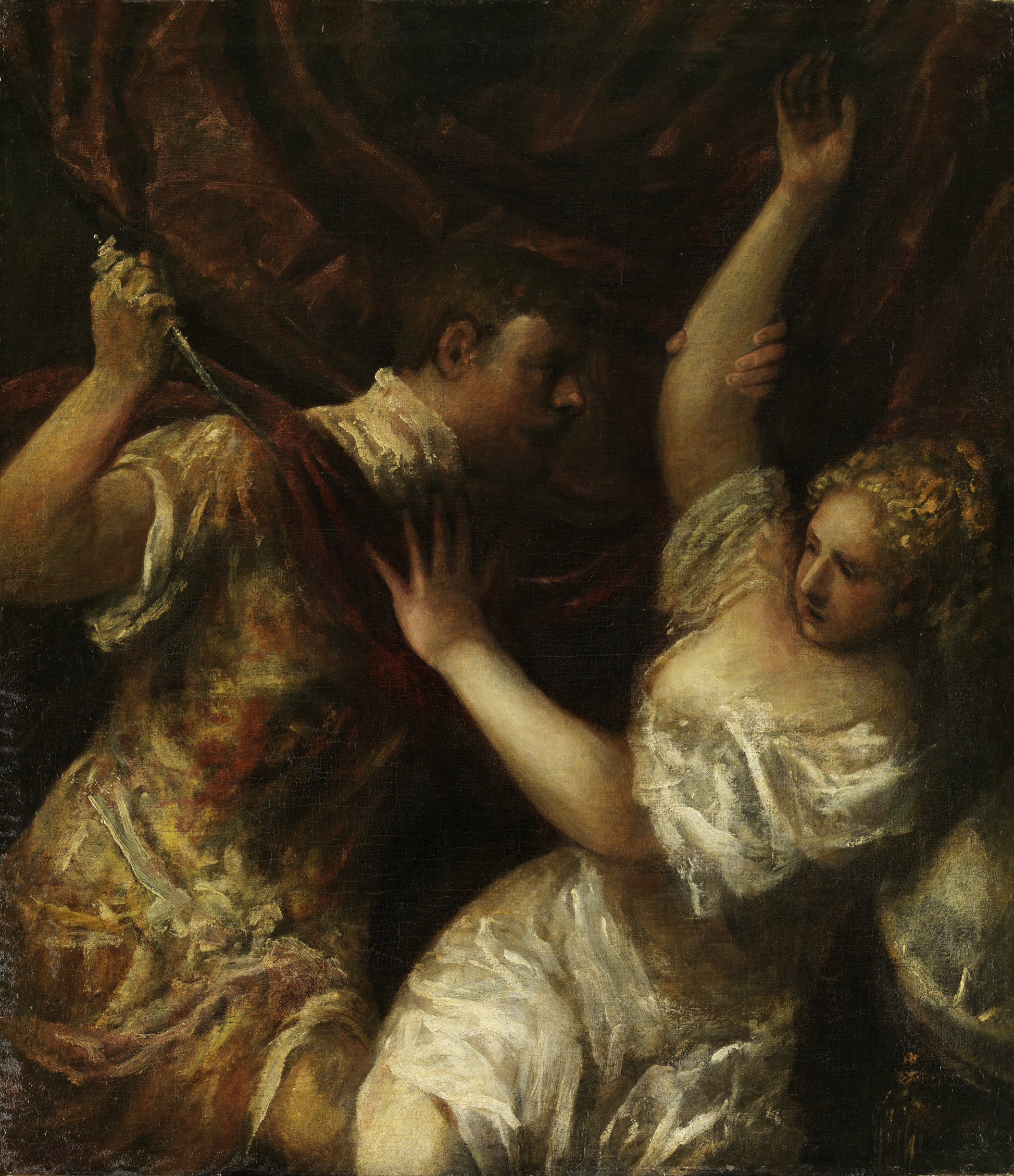
Неопределенный или незаконченный вариант в Вене, возможно, Тициана, 114 × 100 см.

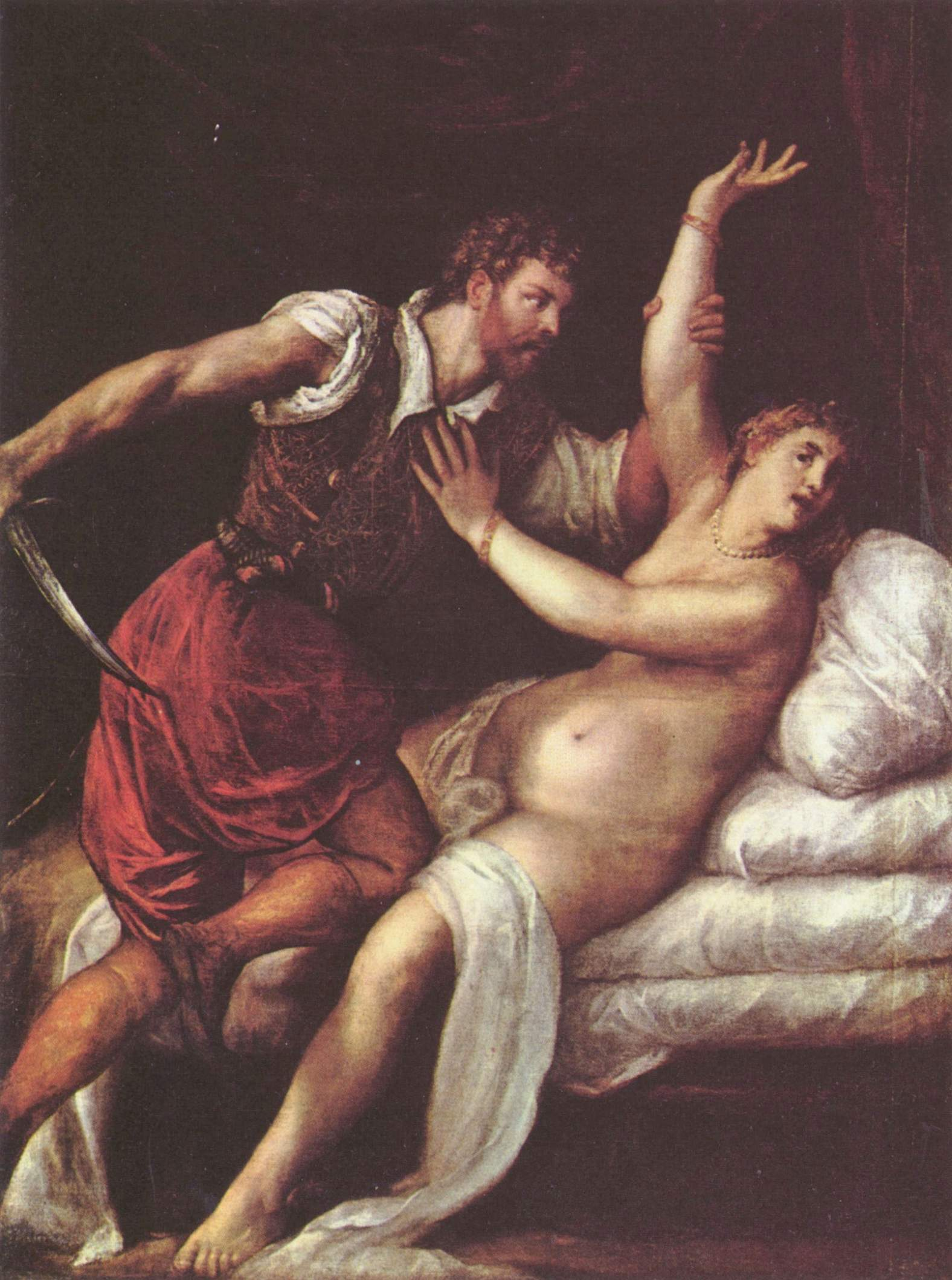
Версия или копия мастерской Бордо, показывающая вариации поз фигур.

«Тарквиний и Лукреция» (итал. «Tarquinio e Lucrezia») — картина маслом итальянского художника эпохи Возрождения Тициана Вечеллио, впервые она им упоминается в письме для короля Испании Филиппу II в 1568 году за три года до её завершения в 1571 году, в котором и была отправлена ему и теперь находится в Музее Фицуильяма, в городе Кембридж, Великобритания.
История из Древнего Рима об изнасиловании Лукреции Секстом Тарквинием и её последующем самоубийстве была популярной темой в искусстве эпохи Возрождения. Тарквиний изнасиловал Лукрецию, пригрозив ей убийством, если она отвергнет его ухаживания; этот момент изображён на картине «Тарквиний и Лукреция». На следующий день она разоблачает его и заканчивает свою жизнь самоубийством, что привело к падению царской власти в Древнем Риме.

## Тема
Чаще всего в искусстве изображается либо момент изнасилования Лукреции, либо момент, когда она остаётся одна и заканчивает свою жизнь самоубийством, являясь образцом добродетели и мученицей. О данной версии почти с натуральной величиной, Тициан упомянул в письме 1568 года, за три года до её завершения в 1571 году, он писал королю Испании Филиппу II:

Поскольку я желаю завершить дни моей глубокой старости на службе у католического короля, мой Господь, я обещаю вам, что я сочиняю еще одно изобретение живописи, гораздо более трудоемкое и изобретательное, чем, возможно, любое, которое я создавал за многие годы до нынешнего момента...
Оригинальный текст (англ.)Because I desire to close the days of this my extreme old age in the service of the Catholic king, my Lord, I promise you that I am composing another invention of painting of much greater labor and ingenuity than perhaps any I have produced for many years until now...

На картинке изображено нападение Тарквиния на Лукрецию . Кинжал в правой руке Тарквиния немного легче остального изображения. Драматизм композиции усиливается крошечными штрихами чистого белого цвета на кончике кинжала и в глазах Тарквиния, на фоне затемнённого лица, с Лукрецией. Тициан очень умно изобразил ощущение движение на картине внутри сцены, с клубящейся зеленой занавеской на заднем плане и почти размытым эффектом большей части мазков
На лице Лукреции можно увидеть удивление и ужас, а на её щеке блестят маленькие яркие слезинки. Некоторые христианские писатели осуждали Лукрецию за то, что она позволила Тарквинию сделать с собой. Тициан, кажется, недвусмысленно заявляет о ее невиновности.
«Воспламеняющийся» - подходящее описание состояния угрожающего Тарквиния, поскольку Тициан одевает его в различные ярко-красные цвета, этим выбором цвета он показывает и символизирует возбуждение и агрессивность Тарквиния — начиная от одежды и заканчивая лицом, вместе с тенью. Тициан блестяще передает качество, которое воспламенило Тарквиния, и в то же время осуждает его.
Голова и рука, входящие слева, принадлежат рабу; в рассказе Тита Ливия Тарквиний сказал Лукреции, что если она не уступит ему, он убьет её вмести с ним, а затем заявит, что поймал их во время супружеской измены. Он символизирует бессилие против этого преступления, причастен ли к нему зритель, как свидетель, который смотрит из-за занавески, не может или не желая что-либо сделать, чтобы вмешаться?
Поза Тарквиния подобрана с осторожностью. Большая часть его веса приходится на правое колено, которое находится между ног Лукреции. Левая ступня очень легко касается земли. Тициан несколько раз менял положение руки, прежде чем успокоился.

## Влияние и копии
Тициан черпал вдохновение и у других художников, в данном случае у граверов из Северной Европы. Две гравюры «Тарквиний и Лукреция», сделанные немецким художником Генрихом Альдегравером, 1539 и 1553 годов, показывают, как он заимствовал и улучшал более ранние композиции. Уже с одноимённой картины Тициана черпал вдохновение Рубенс для своей картины «Тарквиний и Лукреция», чьи композиции очень похожи.

## Происхождение

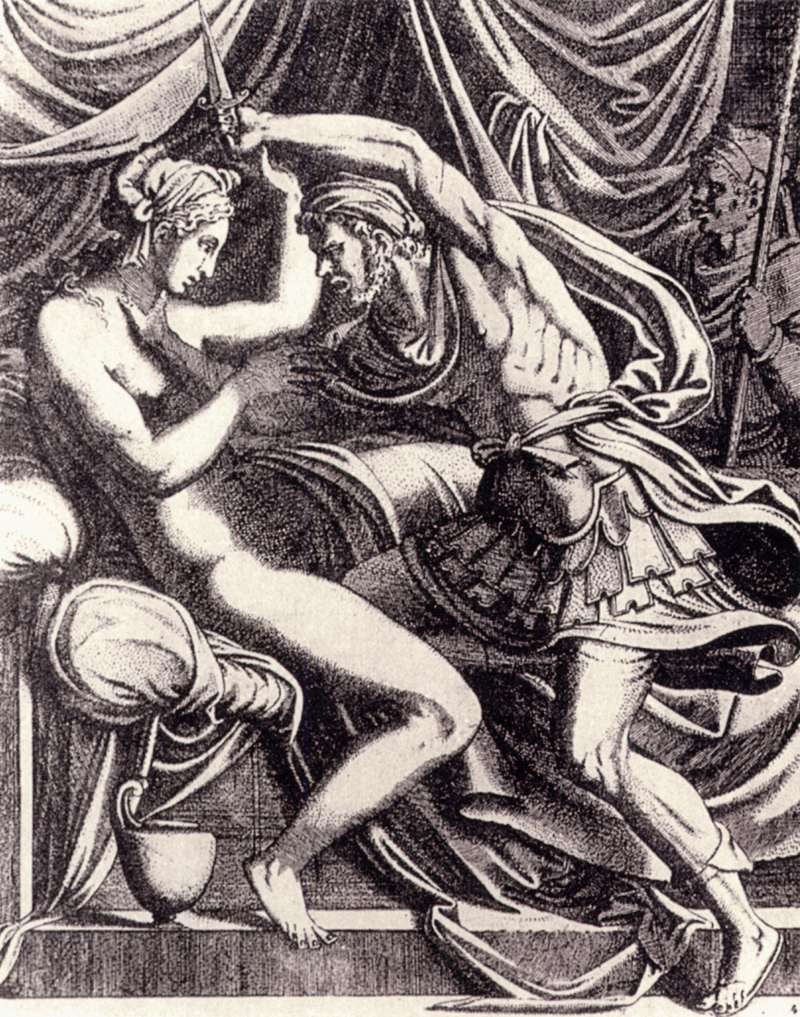
Леон Давент, офорт, вероятно, 1540-е годы

Как и многие из картин его последних лет, эта была заказана для короля Испании Филиппа II и была готова для того, чтобы её забрал испанский посол в Венецию в августе 1571 года. Собственный титул Тициана из письма: Lucretia romana violata da Tarquino («Лукреция римская, изнасилованная Тарквинием»). Она оставалась в королевской коллекции Испании до 1813 года, когда её перевёз во Францию Жозеф Бонапарт, старший брат Наполеона, после того, как он потерял испанский престол. Вероятно, он взял её с собой в Америку с 1817 по 1832 год. После его смерти в 1844 году она была продана в Лондоне в 1945 году, и после нескольких частных владельцев, её последний владелец Чарльз Мюррей подарил её музею Фицуильяма в 1918 году. До этого она часто возвращалась на рынок и была продана шесть раз, вероятно, из-за её шокирующей экспозиции. Мюррей купил её в 1886 году, и она была продана в 1911 году только для того, чтобы выкупить ее снова.